# Mieczysław Jahoda
Mieczysław Jahoda (ur. 21 grudnia 1924 w Krakowie, zm. 16 maja 2009 w Warszawie) – polski operator filmowy, reżyser oraz pedagog.

## Życiorys
W pierwszych latach powojennych 1945–1946 był słuchaczem Warsztatu Filmowego Młodych i Kursu Przygotowania Filmowego prowadzonych przez Antoniego Bohdziewicza, a przekształconych po jakimś czasie w krakowski Instytut Filmowy. W późniejszych latach pracował jako asystent reżysera i operatora filmów dokumentalnych w Wytwórni Filmów Oświatowych, równocześnie studiując w Krakowie architekturę.
W 1953 ukończył studia na Wydziale Operatorskim Państwowej Wyższej Szkoły Filmowej w Łodzi.
Pracę w filmie fabularnym rozpoczął w 1951 jako asystent operatora obrazu w filmie Gromada (1951) w reżyserii Jerzego Kawalerowicza. Pracował jako II operator m.in. przy Celulozie (1953) i Pod gwiazdą frygijską (1954) Kawalerowicza. Jako autor zdjęć zadebiutował filmem Zimowy zmierzch (1957), w reżyserii Stanisława Lenartowicza. W późniejszych latach jako operator współpracował m.in. z Wojciechem J. Hasem (Pętla, Pożegnania, Rękopis znaleziony w Saragossie), Aleksandrem Fordem (Krzyżacy), Andrzejem Wajdą (Bramy raju), Tadeuszem Konwickim (Jak daleko stąd, jak blisko), Tadeuszem Chmielewskim (Nie lubię poniedziałku) i Jerzym Gruzą (Wojna domowa, Czterdziestolatek). Wielokrotnie współpracował z Janem Rybkowskim i Stanisławem Jędryką.
Był również autorem zdjęć do krótkometrażowych filmów muzycznych, m.in. Bema pamięci rapsod żałobny z Czesławem Niemenem, w reżyserii Janusza Rzeszewskiego. Wykonywał zdjęcia do filmów oświatowych (instruktażowych, reklamowych, dziecięcych) Wojciecha J. Hasa. Ponadto Jahoda był w latach 1946–1948 także asystentem operatora i drugim operatorem w filmach dokumentalnych (Wieliczka, Kraków Romański, Dolina Dunajca, Pustynia Błędowska).
W 1978 wspólnie z Rzeszewskim wyreżyserował komedię muzyczną Hallo Szpicbródka, czyli ostatni występ króla kasiarzy.
Od 1963 pracował jako wykładowca w PWSFTviT. Od 1982 profesor nadzwyczajny sztuki filmowej. W latach 1964–2005 był opiekunem pedagogicznym i artystycznym kilkudziesięciu etiud studenckich. Po 1987 wycofał się z pracy operatorskiej poświęcając się działalności pedagogicznej.
Był pionierem nowych technik zdjęciowych, m.in. użycia taśmy Eastmancolor (Krzyżacy Aleksandra Forda), a także kręcenia filmów panoramicznych systemem CinemaScope (krótkometrażowy film Stadion Stanisława Jędryki).
Prochy operatora filmowego zostały rozsypane nad Wisłą. Symboliczny grób znajduje na cmentarzu Rakowickim w Krakowie.

## Wybrana filmografia
- 1956: Zimowy zmierzch (reż. Stanisław Lenartowicz)
- 1957: Pętla (reż. Wojciech Jerzy Has)
- 1957: Spotkania (reż. Stanisław Lenartowicz)
- 1958: Pożegnania (reż. Wojciech Jerzy Has)
- 1960: Krzyżacy (reż. Aleksander Ford)
- 1961: Ogniomistrz Kaleń (reż. Ewa i Czesław Petelscy)
- 1962: Spotkanie w Bajce (reż. Jan Rybkowski)
- 1962: Spóźnieni przechodnie (reż. Jan Rybkowski)
- 1963: Naprawdę wczoraj (reż. Jan Rybkowski)
- 1964: Rękopis znaleziony w Saragossie (reż. Wojciech Jerzy Has)
- 1965: Jutro Meksyk (reż. Aleksander Ścibor-Rylski)
- 1965: Wojna domowa (serial TV, reż. Jerzy Gruza)
- 1966: Odwiedziny o zmierzchu (reż. Jan Rybkowski)
- 1966: Szyfry (reż. Wojciech Jerzy Has)
- 1967: Bramy raju (reż. Andrzej Wajda)
- 1967: Katarynka (film TV, reż. Stanisław Jędryka)
- 1967: Pavoncello (film TV, reż. Andrzej Żuławski)
- 1967: Pieśń triumfującej miłości (film TV, reż. Andrzej Żuławski)
- 1968: Wniebowstąpienie (reż. Jan Rybkowski)
- 1969: Bema pamięci rapsod żałobny (reż. Janusz Rzeszewski)
- 1969: Czesław Niemen śpiewa (reż. Janusz Rzeszewski)
- 1969: Tylko umarły odpowie (reż. Sylwester Chęciński)
- 1970: Przystań (reż. Paweł Komorowski)
- 1970: Śpiewa Violetta Villas (reż. Konstanty Ciciszwili)
- 1971: Jak daleko stąd, jak blisko (reż. Tadeusz Konwicki)
- 1971: Nie lubię poniedziałku (reż. Tadeusz Chmielewski)
- 1972: Jezioro osobliwości (reż. Jan Batory)
- 1972: Skorpion, Panna i Łucznik (reż. Andrzej Kondratiuk)
- 1974–1975: Czterdziestolatek (serial TV, reż. Jerzy Gruza)
- 1975: Mazepa (reż. Gustaw Holoubek)
- 1976: Motylem jestem, czyli romans 40-latka (reż. Jerzy Gruza)
- 1978: Hallo Szpicbródka, czyli ostatni występ króla kasiarzy (reżyseria)
- 1981: Amnestia (reż. Stanisław Jędryka)
- 1982: Do góry nogami (reż. Stanisław Jędryka)
- 1984: Umarłem, aby żyć (reż. Stanisław Jędryka)
- 1987: Sami dla siebie (reż. Stanisław Jędryka)

## Nagrody i odznaczenia
- 1962 – Nagroda Ministra Kultury i Sztuki I stopnia
- 1973 – Nagroda Ministra Kultury i Sztuki III stopnia
- 1983 – Krzyż Komandorski Orderu Odrodzenia Polski
- 1984 - Medal 40-lecia Polski Ludowej[5]
- 2005 – Nagroda Ministra Kultury w dziedzinie filmu